# Oenas tarsensis
Oenas tarsensis là một loài bọ cánh cứng trong họ Meloidae. Loài này được Abeille de Perrin miêu tả khoa học năm 1880.